# 12598 Sierra
12598 Sierra eller 1999 RC159 är en asteroid i huvudbältet som upptäcktes den 9 september 1999 av LINEAR i Socorro County, New Mexico. Den är uppkallad efter Elizabeth Sierra.
Asteroiden har en diameter på ungefär 5 kilometer och den tillhör asteroidgruppen Gefion.